# Edward Millard

Edward Millard

Edward Millard (* 21. November 1822 in Bath, England; † 13. Juni 1906 in Wesel) war ein englischer baptistischer Geistlicher, Direktor des Zweigbüros der Britischen und Ausländischen Bibelgesellschaft und Pionier der österreichischen baptistischen Bewegung.

## Leben
Der gebürtige Engländer Edward Millard wuchs in den Niederlanden auf, absolvierte dort ab 1839 ein Pädagogikstudium und wirkte danach als Lehrer und Erzieher bis 1845. Im Jahr 1846 kam er nach Elberfeld und lernte dort ein erweckliches Christentum kennen, unter dessen Einfluss er eine persönliche Glaubensentscheidung traf. Schon ein Jahr später trat er in den Dienst der Britischen und Ausländischen Bibelgesellschaft, die ihn zunächst zum Direktor ihres Kölner Zweigbüros berief. In gleicher Position arbeitete er kurze Zeit später in Berlin und ab 1850 in Wien.
Seitens der österreichischen Behörden hatte Millard anfangs die Erlaubnis erhalten, Bibeln und religiöse Schriften zu verbreiten. Nach 18 Monaten meldete er dem Hauptsitz der Bibelgesellschaft in London die Verbreitung von 36.000 Exemplaren biblischer Schriften sowie den Druck von weiteren 25.000 Exemplaren. Millard öffnete sein Haus für die gottesdienstlichen Versammlungen eines kleinen Baptistenkreises, zu dem er sich gleich nach seiner Ankunft in Wien hielt. Während eines Gottesdienstes im Jahr 1851 wurde auf Anordnung der Behörden Millards Haus polizeilich durchsucht. Die gefundenen Bibeln und religiösen Schriften wurden beschlagnahmt und anschließend vernichtet. Während man die anwesenden Gottesdienstbesucher unter Arrest stellte, wurden Edward Millard und seine Familie des Landes verwiesen. Zwar versuchte die britische Regierung, gegen diesen Ausweisungsbeschluss auf diplomatischem Wege zu intervenieren, jedoch ohne Erfolg. Die verbliebenen, andernorts untergebrachten Bibelbestände wurden angesichts der drohenden Vernichtung nach Breslau (Schlesien) gebracht.

Bibeldepot der Britischen und Ausländischen Bibelgesellschaft in Wien

Erst 1861 konnte Edward Millard einen neuen Einreiseantrag stellen. In diesem Jahr war in Österreich das sogenannte Protestantenpatent erlassen worden, das der evangelischen Bevölkerung eine einigermaßen freie Religionsausübung gestattete. Da die Baptisten von diesen Freiheiten ausgeschlossen waren, setzte sich Millard mit der Kirchenleitung der Evangelischen Kirche Österreichs in Verbindung. 1864 gelang es Millard mit Hilfe der Evangelischen Kirche, ein neues Bibeldepot gegenüber der Wiener Staatsoper einzurichten. Innerhalb weniger Jahre nahm die von Millard begonnene Arbeit einen starken Aufschwung. In allen Teilen der Habsburgischen Monarchie entstanden – trotz massiven Widerstandes der römisch-katholischen Kirche – Dependancen der Bibelgesellschaft, die für Druck und Verbreitung der Bibeln sorgten und Bibeln sowie Schriften in die 13 Hauptsprachen der Donaumonarchie übersetzten.
Auch bekam die kleine Wiener Baptistengemeinschaft durch die Rückkehr Millards neue Impulse. Unter seiner Federführung konstituierten sich die Baptisten in Wien am 20. Dezember 1869 zu einer Gemeinde, kurz nachdem Johann Gerhard Oncken auf der Rückreise von Südrussland und Südosteuropa in Wien Station gemacht und die Wiener Baptisten kennengelernt hatte. Ihre gottesdienstlichen Versammlungen fanden wieder in der Wohnung des Ehepaars Millard statt.
Nach seiner Pensionierung als Direktor des österreichischen Zweigbüros der Bibelgesellschaft (1887) ging Millard nach Wiesbaden und übernahm die pastorale Betreuung der dortigen Baptistengemeinde (von 1891 bis 1896). Danach zog er nach Wesel um und begleitete von dort aus bis zu seinem Tod im Jahre 1906 den Aufbau der Baptistengemeinden in Duisburg und Oberhausen. Neben diesen Tätigkeiten nahm Millard auch Aufgaben im Bund der deutschen Baptisten wahr.

## Familie
Edward Millard war mit der Niederländerin Diederike Johanna Hoen (1823–1893) verheiratet. Aus der Ehe gingen sieben Kinder hervor: Henry Edward (1847–1902), Adrian Joseph († 1850), Edward Nathanael Benjafield (1851–1896), Albert (1853–?), Jane Sarah (1854–1939), Helene Anna (1856–1918) und Jakob (1860–1938).